# ソフィア・ケニン
ソフィア・ケニン（Sofia Kenin, 1998年11月14日 - ）は、アメリカの女子プロテニス選手。2020年全豪オープン女子シングルス優勝者。これまでにWTAツアーでシングルス5勝、ダブルス2勝を挙げている。自己最高ランキングはシングルス4位、ダブルス29位。身長170cm。右利き、バックハンド・ストロークは両手打ち。

## 選手経歴

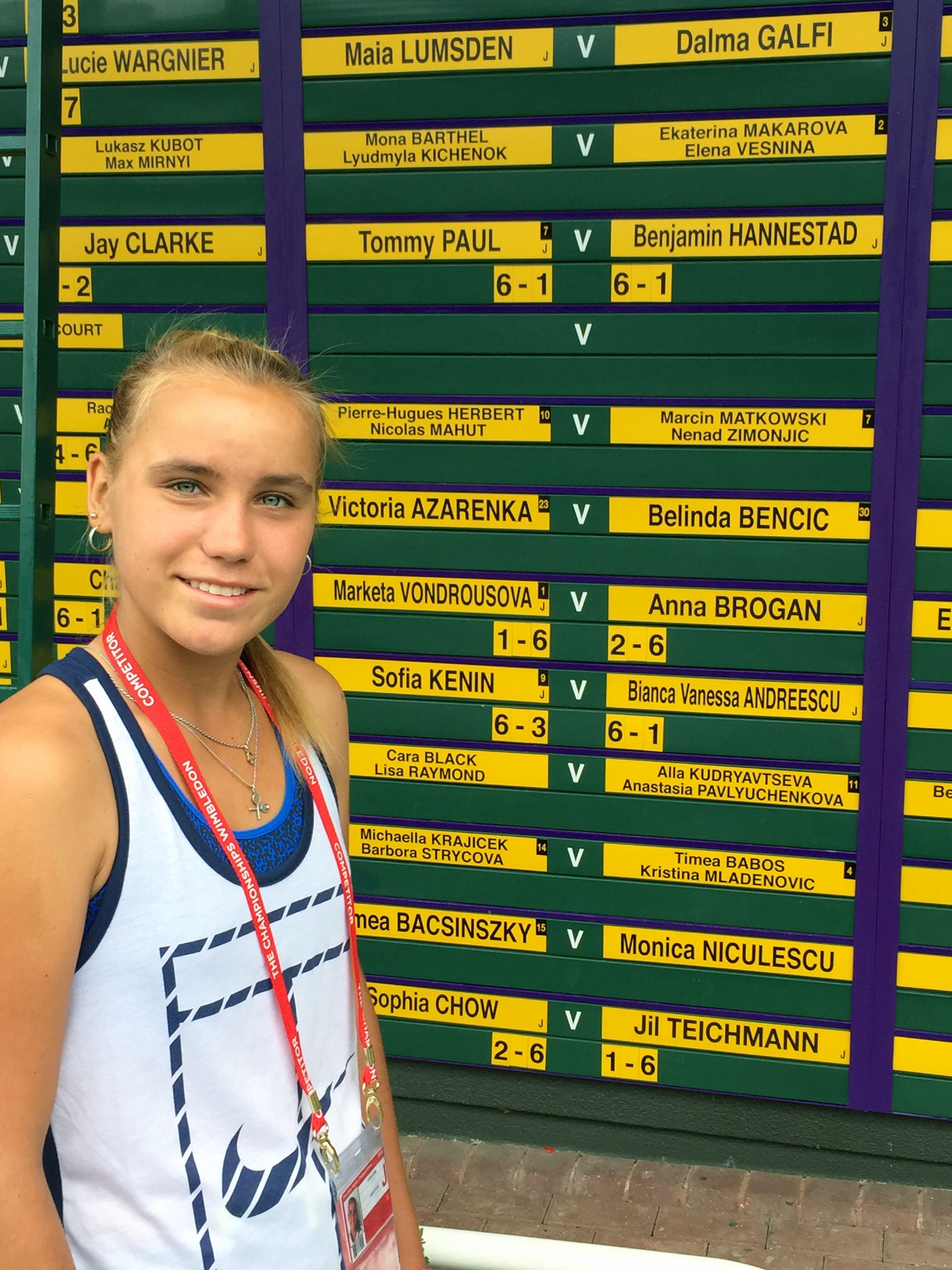
2015年ウィンブルドンにて

### ジュニア時代
ロシアのモスクワで生まれる。5歳からテニスを始める。父親がコーチをしている。

### 2013-2017年 キャリア初期
2013年にITFの大会でプロデビュー。USTAジュニア選手権を制したことで、主催者推薦選手として2015年全米オープンに出場し、グランドスラムデビュー。2017年に躍進を見せ、全米オープンではGS初にしてWTA白星をあげ、3回戦まで進出。マリア・シャラポワに5-7, 2-6で敗れた。年始にトップ200圏外だった世界ランキングは、年末に108位まで上昇した。

### 2018年 トップ50入り
2018年からWTAツアーに本格参戦し、年始のASBクラシックでベスト8入りした。BNPパリバ・オープンとマイアミ・オープンを予選から勝ち上がり2,3回戦まで進んだことで、トップ100入りを果たした。クレーシーズンは全敗に終わったが、芝シーズンのマヨルカ・オープンでは世界6位のキャロリン・ガルシアを下すなどしてベスト4まで進んだ。ウィンブルドン選手権は2回戦敗退。全米オープンは3回戦敗退。武漢オープンにおいて世界10位のユリア・ゲルゲスを破り3回戦に進出したことで、トップ50入りを果たした。

### 2019年 ツアー初優勝 世界12位
年始のASBクラシックのダブルスにウージニー・ブシャールと組んで出場し、初優勝を飾った。翌週のホバート国際では決勝でアンナ・カロリナ・シュミエドロバを6–3, 6–0で破り、WTAシングルスツアー初優勝を果たした。メキシコ・オープンでも決勝に進出したが、ここは準優勝に終わった。昨季苦しんだクレーシーズンは、BNLイタリア国際で3回戦まで進み、全仏オープンでは3回戦で第10シードのセリーナ・ウィリアムズを6–2, 7–5で破り4回戦に進出。4回戦で優勝したアシュリー・バーティに敗れた。芝シーズンのマヨルカ・オープンで2勝目を挙げた。決勝のベリンダ・ベンチッチ戦では3本のマッチポイントを凌いでの大逆転勝ちを収めた。ロジャーズ・カップとウエスタン・アンド・サザン・オープンで2大会連続ベスト4入り。それぞれの大会で当時世界1位のバーティと大坂なおみを破っており、2週連続で世界1位に勝利したのは2001年以来の出来事であった。
広州国際女子オープンにおいて、決勝でサマンサ・ストーサーを下し優勝した。2週間後のチャイナ・オープンのダブルスで、ベサニー・マテック＝サンズと組んでダブルス2勝目を飾った。年末にはWTAエリート・トロフィーに出場した。WTAファイナルズでは第二補欠として待機し、大坂とビアンカ・アンドレースクが棄権したことで1試合出場した。シーズンの活躍により、「最も上達した選手賞」を受賞した。年末順位は14位。

### 2020年 全豪初優勝 全仏準優勝 世界4位
全豪オープンでは第14シードとして出場、準決勝で世界1位のアシュリー・バーティを7-6, 7-5で下すと、決勝ではガルビネ・ムグルサを4-6, 6-2, 6-2で破り、グランドスラム初の決勝進出で初優勝に輝いた。これにより7位になり、初のトップ10入りも果たした。3月初週のリヨン・オープンでも優勝したことで、自己最高の4位を記録している。その後は新型コロナウイルス感染症の流行によりツアーが中断。再開後、全米オープンは4回戦進出。全仏オープンは4つのフルセットマッチを制したのち、準決勝でペトラ・クビトバに勝利して決勝進出。決勝ではイガ・シフィオンテクに敗れた。ダブルスでもベスト8の成績を残した。シーズン終了後には「年間最優秀選手」に選出された。年末順位は4位。

### 2021年 不調
ディフェンディングチャンピオンとして挑んだ全豪オープンは、重圧から本調子を出せずに2回戦敗退に終わった。全豪女子シングルスで前回覇者が3回戦に到達できなかったのは、1970年以降では3人目のことだった。

## プレースタイル
多彩なショットをもつベースライナー。バックハンドストロークは特に武器となっており、コースの打ちわけに長けている。スライスを織り交ぜ、ドロップショットでウィナーをとることもできる。ベストショットはバックハンドと回り込みフォアハンドのダウンザライン。今ではアグレッシブな展開を見せるが、以前はマリア・シャラポワにカウンター・パンチャーだと評されるプレーをしていた。
幼少時代のコーチであったリック・マッチは、コース変更するショットを打つ時などの迷いのない精神力の強さを称賛している。また、タイミングを合わせる能力は今まで見た生徒の中でずば抜けていたという。

## WTAツアー決勝進出結果

### シングルス: 7回 (5勝2敗)
| 大会グレード                  |
| ----------------------------- |
| グランドスラム (1–1)          |
| WTAファイナルズ (0–0)         |
| プレミア・マンダトリー (0–0)  |
| プレミア5 (0-0)               |
| WTAエリート・トロフィー (0-0) |
| プレミア (0–0)                |
| インターナショナル (4–1)      |

| 結果   | No. | 決勝日         | 大会         | サーフェス    | 対戦相手                         | スコア              |
| ------ | --- | -------------- | ------------ | ------------- | -------------------------------- | ------------------- |
| 優勝   | 1.  | 2019年1月12日  | ホバート     | ハード        | アンナ・カロリナ・シュミエドロバ | 6–3, 6–0            |
| 準優勝 | 1.  | 2019年3月2日   | アカプルコ   | ハード        | 王雅繁                           | 6–2, 3–6, 5–7       |
| 優勝   | 2.  | 2019年6月23日  | マヨルカ     | 芝            | ベリンダ・ベンチッチ             | 6–7(2), 7–6(5), 6–4 |
| 優勝   | 3.  | 2019年9月28日  | 広州         | ハード        | サマンサ・ストーサー             | 6–7(4), 6–4, 6–2    |
| 優勝   | 4.  | 2020年2月1日   | 全豪オープン | ハード        | ガルビネ・ムグルサ               | 4–6, 6–2, 6-2       |
| 優勝   | 5.  | 2020年3月8日   | リヨン       | ハード (室内) | アンナ＝レナ・フリードサム       | 6–2, 4–6, 6–4       |
| 準優勝 | 2.  | 2020年10月10日 | 全仏オープン | クレー        | イガ・シフィオンテク             | 4-6, 1-6            |

### ダブルス: 2回 (2勝0敗)
| 結果 | No. | 決勝日        | 大会         | サーフェス | パートナー                 | 対戦相手                                              | スコア              |
| ---- | --- | ------------- | ------------ | ---------- | -------------------------- | ----------------------------------------------------- | ------------------- |
| 優勝 | 1.  | 2019年1月6日  | オークランド | ハード     | ウージニー・ブシャール     | ペイジュ・メアリー・ハウリガン テイラー・タウンゼント | 1–6, 6–1, [10–7]    |
| 優勝 | 2.  | 2019年10月6日 | 北京         | ハード     | ベサニー・マテック＝サンズ | エレナ・オスタペンコ ダヤナ・ヤストレムスカ           | 6–3, 6–7(5), [10–7] |

## 4大大会優勝

### 女子シングルス
- 全豪オープン：1勝（2020年）

| 年     | 大会         | 対戦相手           | 試合結果      |
| ------ | ------------ | ------------------ | ------------- |
| 2020年 | 全豪オープン | ガルビネ・ムグルサ | 4–6, 6–2, 6–2 |

## 4大大会シングルス成績
略語の説明
| W | F | SF | QF | #R | RR | Q# | LQ | A | Z# | PO | G | S | B | NMS | P | NH |

W=優勝, F=準優勝, SF=ベスト4, QF=ベスト8, #R=#回戦敗退, RR=ラウンドロビン敗退, Q#=予選#回戦敗退, LQ=予選敗退, A=大会不参加, Z#=デビスカップ/BJKカップ地域ゾーン, PO=デビスカップ/BJKカッププレーオフ, G=オリンピック金メダル, S=オリンピック銀メダル, B=オリンピック銅メダル, NMS=マスターズシリーズから降格, P=開催延期, NH=開催なし.
| 大会           | 2015 | 2016 | 2017 | 2018 | 2019 | 2020 | 2021 | 2022 | 2023 | 2024 | 2025 | 通算成績 |
| -------------- | ---- | ---- | ---- | ---- | ---- | ---- | ---- | ---- | ---- | ---- | ---- | -------- |
| 全豪オープン   | A    | A    | A    | 1R   | 2R   | W    | 2R   | 1R   | 1R   | 1R   | 1R   | 9-7      |
| 全仏オープン   | A    | A    | A    | 1R   | 4R   | F    | 4R   | A    | Q1   | 3R   | 3R   | 15-6     |
| ウィンブルドン | A    | A    | LQ   | 2R   | 2R   | NH   | 2R   | A    | 3R   | 1R   | 2R   | 6-6      |
| 全米オープン   | 1R   | 1R   | 3R   | 3R   | 3R   | 4R   | A    | 1R   | 2R   | 2R   |      | 11-9     |

※: 2019年全仏2回戦の不戦勝は通算成績に含まない